# Tucuna
Tukúna (Ticuna, Tikuna, Tucuna, Magüta, Tecunas), indijansko pleme, jezik i izolirana jezična porodica iz Brazila (12,000), Perua (5,000) i Kolumbije (4,000) tradicionalno nastanjeni u tropskoj kišnoj šumi, zapadnog bazena Amazone.  Tukune nastanjuju kraj uz sjevernu obalu Amazone, nazivane Marañon ili Solimoes, od mjesta gdje se slijeva Javari, odnosno od Loreta u Peruu pa do Tabatinge u Brazilu. Tukuna su lovci, ribari, sakupljači i uzgajivači kukuruza i manioke. Donedavno su se u lovu služili puhaljkama, kopljima i zamkama. Poznati su i po svojoj umješnosti u pletenju košara, lončarstvu, izradi odjeće od tape (unutarnje kore drveta), izradi kanua, drvenih i kamenih skulptura i maski. Svoja lica boje i tetoviraju a oko ruku nose narukvice izrađene od perja.
Svoje mrtve Tukune sahranjuju u kanuima s kojima će preči rijeku smrti. Prilikom funeralnih obreda članovi plemena plešu s maskama koje predstavljaju sve ptice i životinje koje će pokojnik loviti u budućem životu. Ove maske izrađene su od drveta i ukrašene prirodnim biljnim bojama. 
Tukune su poznati kao eksperti u izradi otrova čiji su ingredijenti Strychnos castelneana i Cocculus toxicofera, a čuvaju ih u cijevima bambusa ili glinenim loncima. Ovaj otrov galvni je objekt međuplemenske trgovine gornje Amazone. Sakupljaju i drugo bilje koje koriste za prodaju trgovcima.
Tukune vjerujuu božanskog duha Nanuola, i strašnog zlog duha Locasi. James Mooney spominje da je među njima poznat i običaj neke vrste circumcizije, a prakticiraju i ritualnu izolaciju ' nečistih ' djevojaka, na duži period, koji završava pijankama od chiche (masato), pripremljene žvakanjem i fermentacijom kukuruza i banana. 
Tukune su u kontaktu s Europljanima još od 18. stoljeća, kada se utemeljuje misija San Ignacio za Peba Indijance, prijatelje i saveznike Tukuna. Dio njih kasnije se okupio u novoj misiji Nuestra Señ de Loreto (sada Loreto, u Peruu). Indijanci što su nasaelili po misijama su pokršteni. Godine 1851. utemeljuje se novo misionarsko naselje Caballococha ("Horse Lake"), blizu Loreta. Ovi Indijanci, kaže Mooney, njih 275, uglavnom su Tukune, i tamnije su puti od plemena s Marañona.

## Jezik
Jezik tikuna govoi se u sjeveroistočnom Peruu, kolumbijskom departmanu Amazonas i brazilskoj državi Amazonas od kojih 21,000 osoba. Klasificira se velikoj porodici Macro-Tucanoan. Lengua Tikuna.

## Vanjske poveznice
- The Ticuna Indians
- Ticuna Indians
- Vocabulário ticuna  Arhivirana inačica izvorne stranice od 8. rujna 2006. (Wayback Machine)